# Macoucheri River
Der Macoucheri River ist ein Fluss an der Westküste von Dominica im Parish Saint Joseph.

## Geographie
Der Macoucheri River entspringt mit mehreren Quellbächen am südlichen Gipfel des Mosquito Mountain (und Morne Apion ⊙, 800 m) sowie mit weiteren Bächen im Talkessel von Petit Macoucheri. Ganz in der Nähe beginnt im Osten das Einzugsgebiet des Layou Rivers mit Matthieu River und Rivière Battre Bois. Die Quellbäche vereinigen sich bei Petit Macoucheri und der Fluss verläuft in einem großen Bogen nach Südwesten durch Gros Fond, Marsden und Hobshole Estate, wo er Zufluss durch die kleine Ravine Pierre erhält. Dort wendet er sich auch stärker nach Westen, abgedrängt durch Mount Vernon (En Bas Chute), wo unter anderem auch der Mero River entspringt. Nach einigen Kilometern mündet er zwischen Méro und Salisbury bei Macoucheri Estate ins Karibische Meer.